# Snappertuna
Snappertuna är en mindre ort (by) och stadsdel samt före detta kommun i Raseborgs stad, Finland.
Snappertunas centrum är Snappertuna kyrkoby, som är en välbevarad kyrkby från 1800-talet och början av 1900-talet. Här finns en samlad kyrkomiljö med en år 1689 uppförd korskyrka som dess medelpunkt, Snappertuna kyrka.
Snappertuna existerade som en egen kommun mellan 1915 och 1977, då största delen av kommunen inkorporerades med Ekenäs stad och resten med Karis stad. Vid årsskiftet 2008/09 sammanlades, i sin tur, städerna Ekenäs och Karis samt Pojo kommun till en ny kommun med namnet Raseborg. Inom före detta Snappertuna kommuns område fanns ett betydande antal fritidshus.
Folkmängden i Snappertuna före detta kommun uppgick år 1924 till 2 481 personer, totala arealen utgjordes av 163,0 km² och folktätheten uppgick till 15,22 invånare/km². Fyrtionio år senare (1973) uppgick invånarantalet till 1 379 personer, totala ytan utgjordes av 172,0 km² och folktätheten uppgick då till 8,02 invånare/km² . 
Före kommunsammanslagningen år 1977 var Snappertuna kommuns språkliga status enspråkig svensk. Befolkningen är fortfarande i dag övervägande svensktalande, det vill säga finlandssvenskar.  
Samhället genomflyts av Raseborgsån (också känd som Snappertunaån). Raseborgsåns ådal hör officiellt tillsammans med  Fagervik bruksområde i grannorten Ingå till ett av Finlands 27 nationallandskap (nr 4).

## Kultur
Evenemang i Snappertunatrakten
- Raseborgs sommarteater vid Raseborgs slott. Det är den största svenskspråkiga sommarteatern i hela Svenskfinland. Sedan starten år 1966 har man haft drygt 517 000 besökare.
- Snappertunadagen, är ett evenemang som anordnas varje år i början på augusti.

På orten finns ett relativt aktivt föreningsliv. Bland föreningarna kan nämnas:  
- Snappertuna Idrottsvänner r.f., är en mångsidig idrottsförening.
- Hembygdens Vänner i Snappertuna, är den äldsta ungdomsföreningen i Västnyland.
- Snappertuna fornminnesförening, är namnet på den lokala byaföreningen.
- Snappertuna Marthaförening, är martharörelsens lokalavdelning.
- Föreningen Folkhälsan i Snappertuna.
- Snappertuna FBK, är ortens frivillig brandkår.

## Sevärdheter i Snappertunatrakten

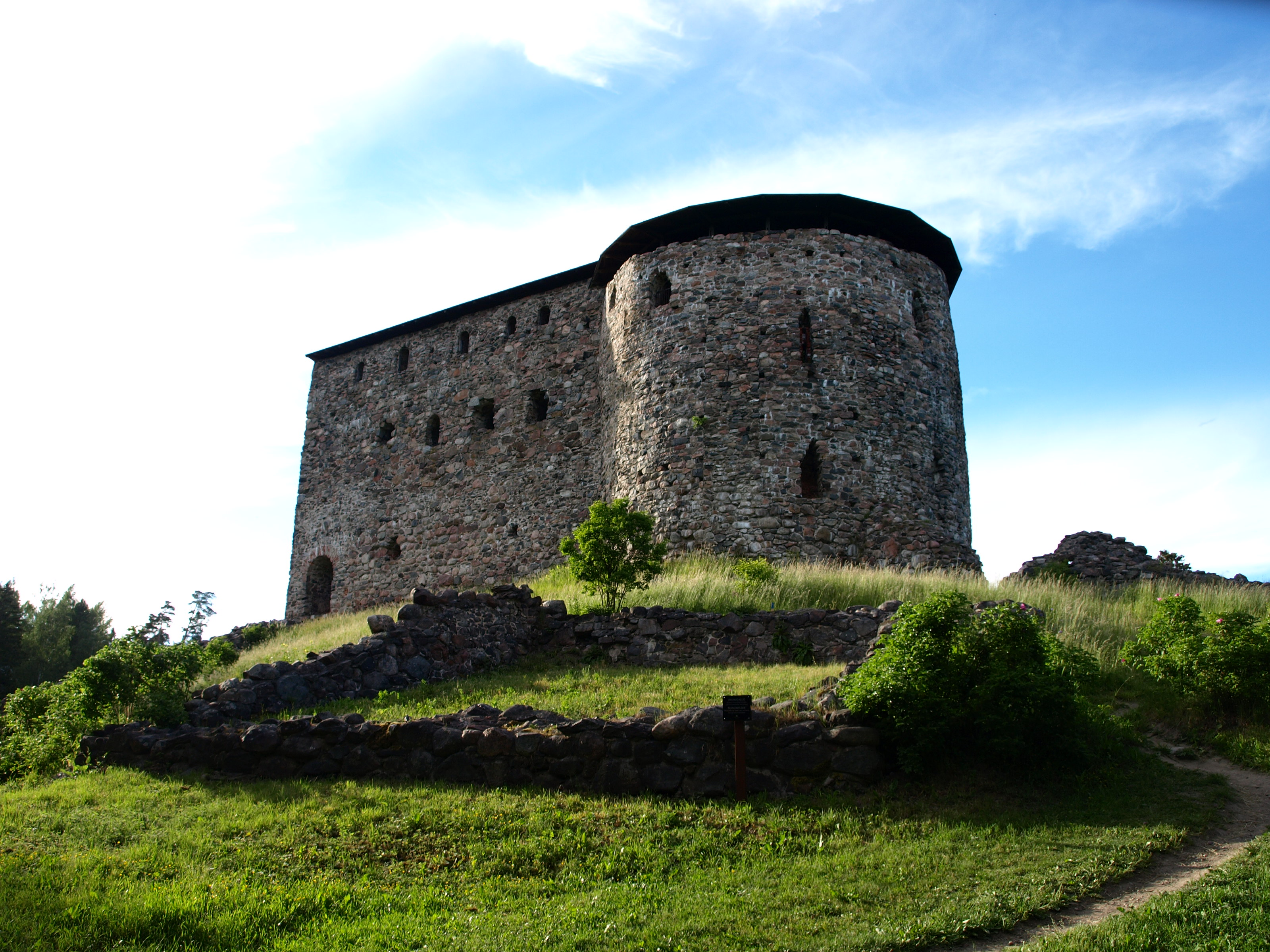
Raseborgs slott är belägen i Snappertunatrakten

- Raseborgs slott, är en borgruin som härstammar från 1370-talet.
- Snappertuna forngård är ett friluftsmuseum som ligger cirka 300 meter från Raseborgs slott. Den invigdes 1958. Den äldsta delen av huvudbyggnaden är från början av 1700-talet. Museet innehåller en samling lokala föremål.
- Snappertunas träkyrka är från 1689 och ligger vid gamla kyrkbyns centrum.

## Serviceutbud i Snappertunatrakten
På grund av att samhället ligger relativt nära både Ekenäs tätort (cirka 15 km) och Karis tätort finns det inte längre någon nämnvärd samhällelig service tillgänglig här. En bokbuss besöker samhället regelbundet. Den sista maj 2006 stängde Ekenäs sparbank sitt filialkontor i Snappertuna.       
Ett sommaröppet café finns invid slottet. Under sommarsäsongen finns det möjlighet att övernatta här. Bara ett stenkast från Raseborgs slott finns ett sommaröppet vandrarhem. 
Skolor
Här finns en svenskspråkig lågstadieskola Snappertuna skola (åk 1-4). Den första folkskolan i Snappertuna invigdes på hösten 1878. År 1939 uppfördes ytterligare en skolbyggnad. Sedermera har också en gymnastikhall byggts på skolans område.

## Kommunikationer
Det går att ta sig till och från Snappertuna med både bil och båt. Vägarna är över lag relativt smala. Bland annat löper Stora Strandvägen som även går under namnet Kungsvägen (förbindelseväg nr 1050) genom Snappertuna.

## Historiska orter tillhörande Snappertuna före detta kommun
Byar som tillhörde före detta Snappertuna kommun är: Alhov, Antby, Baggård, Berg, Björnböle, Boxby, Bredslätt, Bredäng, Broby, Båsa, Båsaböle, Dalkarö, Dragsvik, Fagernäs, Gammelboda, Gebbelby, Glamabacka, Grop, Gästans, Gästersjö, Halvskifte (Halstö), Harparbacka, Horsbäck, Hostnäs, Hurskusnäs, Lagmans, Langansböle, Lillbarsgård, Magnäs, Nissbacka, Norrby, Nothamn, Nyboda, Näseby, Persö, Prästholm, Raseborg, Repubacka, Rullarsböle, Rådsböle, Rösund, Skogby, Skräddarböle, Slipars, Snappertuna (Finnäs), Strömsö, Stubböle, Svartbäck, Söderby, Torsö, Total, Trångsund, Tvisäck, Västanby, Väster-Rösund, Västervik, Växär och Åsenby.     
Landbofjärden en fjärd och Sandnäs udd en udde och gård i före detta Snappertuna kommun.